# Vladimir Shishelov
Vladimir Shishelov (russisch Владимир Александрович Шишелов Wladimir Alexandrowitsch Schischelow; * 8. November 1979 in Apscheronsk, Sowjetunion, heute Russland) ist ein ehemaliger usbekischer Fußballspieler.

## Leben
In seiner Kindheit spielte er seit dem 7. Lebensjahr beim Verein Progress der usbekischen Stadt Zarafshon. In seiner Jugend spielte er ein Jahr 1996 beim Qizilqum Zarafshon. Danach ging er zum ebenfalls usbekischen Club Sarawschan Navoiy, wo er von 1997 bis 1999 spielte. Für die Saison 2000 wechselte er zu FK Buxoro.
2001 spielte er zum ersten Mal für einen russischen Club, den Schinnik Jaroslawl. Dort spielte er jedoch nur zwei Spiele und wechselte noch im selben Jahr zu Lada Toljatti. Von 2002 bis 2004 spielte er zwei Spielzeiten beim moldawischen Erstligisten Zimbru Chișinău. Im Sommer 2004 wechselte er für ein halbes Jahr wieder zurück nach Usbekistan zum damaligen Meister Pachtakor Taschkent. Nachdem Shishelov 2005 zwei Spiele für den russischen Klub FK Chimki gespielt hatte, ging es noch im selben Jahr nach China zu Changchun Yatai. Nach einem Jahr Pause unterschrieb er beim Bunyodkor Taschkent. 2008 spielte er einige Spiele für Swesda Irkutsk und ebenfalls einige für den FK Ural Jekaterinburg, für den er auch 2009 spielte. Am Ende der Saison 2009 reichte es für Platz neun in der 1. Division. Im Dezember 2009 unterschrieb Shishelov einen Vertrag bei Schemtschuschina Sotschi. In den folgenden zwei Spielzeiten kam er zu 28 Einsätzen und wechselte zur Saison 2011/2012 zu Fakel Woronesch. In der Winterpause 2012 unterschrieb Shishelov beim usbekischen Erstligisten FK Andijon. In der darauf folgenden Sommerpause wechselte er wiederum zum Ligakonkurrenten Nasaf Karschi. Im Februar 2013 ging er zurück in die russische 1. Division zum FK Metallurg-Kusbass Nowokusnezk, bevor Anfang 2014 nach Usbekistan zurückkehrte, um bei Qizilqum Zarafshon zu spielen. Dort beendete er seine Karriere.
Für die usbekische Nationalmannschaft absolvierte er zwischen 2000 und 2007 insgesamt 27 Spiele und erzielte dabei insgesamt 11 Tore. Beim Freundschaftsspiel gegen Kuweit im September 2012 wurde er eingewechselt und spielte das letzte Mal für die Nationalmannschaft.